# NGC 97
NGC 97 là một thiên hà hình elip được ước tính cách khoảng 230 triệu năm ánh sáng trong chòm sao Tiên Nữ. Nó được John Herschel phát hiện vào năm 1828 và cường độ biểu kiến của nó là 13,5.